# Panonychus hadzhibejliae
Panonychus hadzhibejliae är en spindeldjursart som först beskrevs av Reck 1947.  Panonychus hadzhibejliae ingår i släktet Panonychus och familjen Tetranychidae. Inga underarter finns listade i Catalogue of Life.